# 伊藤痴遊
伊藤 痴遊（いとう ちゆう）は、講釈師の名跡。

## 初代
明治、大正、昭和初期に活躍した日本の講釈師、政治家、ジャーナリスト。政治講談を語った。号は双木舎痴遊。
- 1867年3月20日（慶応2年2月15日）、武蔵国横浜（現・神奈川県横浜市）出身。
  - 横浜小学校卒業。
- 家の近所に渋沢栄一の従兄弟が住んでおり、剣道の指南をしていたことからその門弟となる。
- 渋沢の従兄弟はその後板垣退助の自由党の創立に参加し、この際に門弟を党員として加えたことから伊藤も自由党員となった。
- そして、政府が演説禁止に対抗し、講談で主義を広めようと板垣が提案したことから、伊藤は講釈師として活動を始めることになる。
- 1890年に横浜で正式に遊芸稼人（芸人）の鑑札を受け「双木舎痴遊」の名で講釈師のかたわらで政治活動を続け、明治末から東京府会議員、東京市会議員、1928年から第16回衆議院議員総選挙、1932年には第18回衆議院議員総選挙に当選した。

1938年死去。墓所は多磨霊園。

### 著書
落語、講談本の芸談、また速記本、関連本を多く著した。以下は主な刊行
- 「巨人星亨」 1913年 平凡社
- 「明治太平記」 1913年
- 「怪傑傳」 1915年
- 「隠れたる事実 明治裏面史」 1924年 成光館出版部　[文献 1]
- 「随筆 それからそれ」 1925年11月 一誠堂
- 「西郷南洲」全3巻 1925年 忠誠堂
- 「随筆 思い出のまま」 1926年7月 一誠堂
- 「隠れたる事実 明治裏面史 続編」 1928年 成光館出版部　[文献 2]。
  - 『明治裏面史』国書刊行会（上下）、2013年
- 「豪侠傳」 1929年 忠誠堂
- 「維新三傑木戸孝允」 1929年 忠誠堂 -『吉田松陰と長州五傑』に収録、国書刊行会、2015年。頭山満・田中光顕 共著
  - 『国会開設と政党秘話』国書刊行会（上下）、2015年
- 「政界疑惑実話 明治大正実話全集」 1930年 平凡社
- 「実録赤穂浪士」 1933年 忠誠堂
- 「実録維新十傑」全10巻 1934年 平凡社
- 「元帥 東郷平八郎」 1934年 郁文舎
- 「隠れたる事実 明治裏面史 正編」 1939年 大同出版社。講談社文芸文庫、2018年
- 「隠れたる事実 明治裏面史 続編」 1939年 大同出版社。講談社文芸文庫、2023年
- 「痴遊雑誌」 1987年 柏書房
- 「伊藤痴遊全集」 全30巻 平凡社。他多数

## 2代目

### 経歴
- 東京の生まれ。
- 明治中学校卒業、電気商、バーテン、靴修繕業などの職を転々とする。
- 1940年から1945年までNHKでイタリア語のアナウンサーとして働く。
- 1951年11月に12代目田辺南鶴（元三遊亭一朝）の門で伊藤痴声で初舞台を踏む。
- 田辺南遊を経て初代が創立した「話術倶楽部」に入った。
  - この頃に初代の女婿になった。
- 1959年3月に2代目襲名。
- 初代譲りの政治講談・新講談を受け継いだ。墓所は多磨霊園。